# HD 13445 A b
HD 13445 A b (Gliese 86 b) — экзопланета в двойной звёздной системе HD 13445 в созвездии Эридана. Находится на расстоянии примерно 35 световых лет от Солнца.
24 ноября 1998 года группа астрономов обнаружила у оранжевого карлика HD 13445 A в системе HD 13445 массивный объект HD 13445 A b, который превосходит по массе Юпитер в 4 раза. Его возраст оценивается приблизительно в 10 млрд лет. Планета относится к классу газовых гигантов. От родительской звезды она удалена на 0,11 а. е. (для сравнения: Меркурий удалён от Солнца на 0,46 а. е.).
Предварительные астрометрические измерений с космического зонда Hipparcos позволили сделать предположение, что планета имеет наклон орбиты 164,0 ° и массу в 15 раз большую, чем масса Юпитера. Однако дальнейший анализ показал, что измерения Hipparcos не являются достаточно точными, чтобы можно было надёжно определить параметры орбиты. Таким образом, наклонение орбиты и истинная масса кандидата в планеты остаются неизвестными.